# Танака Чігаку
Танака Чігаку (яп. 田中智學, 4 грудня 1861 – 17 листопада 1939) — японський буддистський учений і проповідник буддизму секти «Нітірен-сю», оратор, письменник і ультранаціоналістичний пропагандист який діяв в Японській імперії в період правління японських імператорів Мейдзі, Тайсьо та раннього періоду правління імператора Сьова. Його вважають батьком (засновником) світогляду «Нічіренізму», який складався з різкої ультранаціоналістичної суміші буддизму секти «Нітірен-сю» і японського націоналізму, яку сповідували такі японські діячі, як Ніссьо Іноуе, Кандзі Ісівара та Іккі Кіта. Цікавим також є те що японський дитячий письменник, поет і сільський активіст Міядзава Кендзі також обожнював Танаку Чігаку, і як Міядзава, так і Ісівара приєдналися до його флагманської організації «Кокучукай» у 1920 році.

## Раннє життя
Танака Чігака народився під іменем Тада Томоносуке в Токіо (тодішня назва міста було Едо), він був третім сином відомого лікаря та колишнього прихильника буддизму гілки «Чистої Землі», який прийняв буддизм секти «Нітірен-сю». Після смерті своїх батьків в 1870 році, Танака Чігаку був переданий під опіку преподобного Кавасе Нітірена. Бувши послушником у буддійському храмі Кавасе, Танака Чігаку згодом вступив до буддистської академії «Нітірен» Дайкьо-ін (попередника університету Рісшо), під час свого навчання якого він прийняв прізвисько «Чігаку», що означає «Мудрість і вченість».
Однак за час свого навчання Танака Чігаку розчарувався в керівництві цієї буддійської секти, яких він вважав надто пасивними у своїх вченнях, і в 1879 році він покинув чернецтво і вирішив утвердитися як світський проповідник «справжнього» буддизму секти «Нітірен-сю». Недовго працюючи в німецькій інженерній компанії яка працювала на території Японської імперії, а саме в Йокогамі, він швидко захопився релігійним прозелітизмом, приєднавшись до світської організації «Нічіренкай» (日蓮会) проповідником у цій організації, він відточив свої навички публічних виступів і розробив власну чітку безкомпромісну доктрину «Нітірен-сю», яку почали називати «нікіренізмом» (日蓮主義).

## Еволюція духовно-політичної філософії
У 1890-х роках духовна філософія Танаки Чігаку почала розвиватися у дедалі більшій націоналістичній манері, він почав завершувати свої твори подвійним привітанням, буддійським «Наму-Мьо-Хо-Рен-Ге-Кьо» «Вшанування Лотосової Сутри» та націоналістичним «Імператорська Японія на віки віків» (яп. 日本帝国万々歳). Протягом десятиліття Танаки Чігаку проводив численні лекційні тури по всій Японській імперії та заснував свою групу вивчення «Нітірен-сю», під назвою «Рісшо Анкокукай» (立正安国会) вони також створили свою нову базу в Камакурі.
Танаки Чігаку був відомий японським антихристиянином, який був рішучим противником християнських місіонерів (християнських місій) в Японську імперію, він аплодував тріумфу Японської імперії в ході російсько-японській війні 1905 року заявивши, що «війна з Росією є божественним натхненням, щоб японські громадяни усвідомили своє небесне завдання». У 1908 році він переніс свою базу в японській ліс Міхо, який був розташований в японській префектурі Сідзуока, де Танака Чігаку написав свою найвідомішу працю, «Доктрина святого Нічірена» (яп. 日蓮聖人の教義) в 1911 році, в цій праці Танака Чігаку називає японського радикального буддійського монаха 13-го століття Нітірена захисником японської нації та закликає до об'єднання світу через світогляд «Нічіренізм» з японським імператором як його ядром. «Самою метою існування Японії,— пише він,— є реалізація цього плану, як країни, задуманої для побудови буддизму Нічірен».
У 1914 році Танака Чігаку об'єднав усіх своїх послідовників в одну організацію («Національне товариство опори» (яп. 国柱会) що базується в лісі Міхо. Наприкінці 1930-х років Танака Чігаку підтримував напружений графік виголошення своїх лекцій, доки хвороба не припинила його діяльність, подорожуючи не лише Японською імперією, він виступав в окупованій Японською імперією Кореї та маріонеткової держави Маньчжоу-Го, де він підтримував і читав лекції «імператору» Пуї, який був призначений японською окупаційною адміністрацією «імператором» Маньчжоу-Го. Націоналістичні та імперіалістичні переконання Танаки Чігаку лише зміцнилися з віком, він вірив, що захоплення території Маньчжурії Японської імперією в 1931 році було божественно встановлено та є частиною божественного плану поширення «справжнього» буддизму секти «Нітірен-сю» по всій Азії. Танака Чігаку навіть дійшов до того, що склав діаграми держав, у яких відбуватиметься «нічіренізація світу». До 1950-х років Танака Чігаку передбачив загалом 19 900 студентів, 19 200 інструкторів і 23 033 250 послідовників, які розповсюдять світогляд «Нітірен» по всьому Азійсько-тихоокеанському регіону аж до Нової Зеландії.
Хоча Танака Чігаку був найбільш відомий в першу чергу як проповідник і оратор, він також був вправним японським поетом і драматургом, який дуже цікавився традиційним театральним мистецтвом Японії. Танака Чігаку написав і зіграв численні п'єси, які всі були з сильним моральним відтінком, і створив томи есеїв, пісень і віршів.
Танака Чігаку помер у 1939 році у віці 79 років і був похований у мавзолеї Мьосю в столиці Японської імперії, місті Токіо. Його син, доктор Сатомі Кішіо, очолив створену своїм батьком організацією та залишався непохитним захисником свого батька у післявоєнну епоху, коли численні науковці засудили Танаку Чігаку як японського «фашиста» за зв'язки його ідеології з такими японськими ультранаціоналістичними діячами, як Ніссьо Іноуе та Іккі Кіта.

## Подальше читання
- Маршан Луї. Містика панджапонізму. Un " Mein Kampf " nippon. В: Annales. Економіки, суспільства, цивілізації. 1e année, N. 3, 1946. стор. 235–246. (французька)
- Танака Чігаку: Що таке Ніппон Кокутай? Вступ до Ніппонських національних принципів. Шишіо Бунка, Токіо 1935-36